# روي أندرسون
روي أندرسون (بالسويدية: Roy Andersson)‏ (مواليد 2 أغسطس 1949) هو لاعب كرة قدم. يلعب مع منتخب السويد لكرة القدم. سبق له أن لعب في كأس العالم لكرة القدم مع منتخب بلاده.

## مسيرته الكروية
لعب روي أندرسون خلال مسيرته الاحترافية مع نادِ واحدٍ في ستة عشر موسمًا وسجل خلالها 20 هدف ضمن 317 مباراة. حيث فاز في خمسة مواسم بالكأس وفي خمسة مواسم بالدوري.
خاض روي أندرسون مسيرته مع نادي مالمو في موسم 1968 ليلعب معه ستة عشر موسمًا، مشاركًا في 317 مباراة سجل خلالها 20 هدف.

## روابط خارجية
- روي أندرسون على موقع الاتحاد الدولي (مؤرشف)  (الإنجليزية)
- روي أندرسون على موقع قاعدة بيانات كرة القدم.إي يو (الإنجليزية)
- روي أندرسون على موقع ناشيونال فوتبول تيمز (الإنجليزية)
- روي أندرسون على موقع عالم كرة القدم.نت (الإنجليزية)